# Dretyniec
Dretyniec (kaszb. Dretińsczi Młin, dawniej: niem. Tretener i Tretener Mühle) – niestandaryzowana nazwa osady przymłyńska i leśniczówki w Polsce położona w województwie pomorskim, w powiecie bytowskim, w gminie Trzebielino.
Miejscowość położona jest w pobliżu drogi krajowej nr 21.
Formalnie jest to nienazwana część miejscowości Bożanka.
W latach 1975–1998 miejscowość administracyjnie należała do województwa słupskiego.